# Nemicolopterus
Nemicolopterus je rod pterosaura pterodaktiloida opisan 2008. godine. N. crypticus je nomenklaturni tip i jedina poznata vrsta. Naziv roda, Nemicolopterus, potječe iz grčkih riječi "Nemos" ("šuma"), "ikolos" ("stanovnik") i "pteros" ("krilo"). Naziv vrste, crypticus, potiče od "kryptos", što znači "skriven". Prema tome, Nemicolopterus crypticus bi značio "skriveni leteći stanovnik šume". Nastanjivao je jeholsku biotu prije 120 milijuna godina.  
N. crypticus je poznat iz jednog fosila, kataloški broj IVPP V-14377, u kolekciji Instituta za paleontologiju kičmenjaka i paleoantropologiju u Pekingu, Kina. Fosil je prikupljen u Formaciji Jiufotang, koja je nastala tijekom aptija, prije 120 milijuna godina. Otkriven je na lokalitetu Luzhhouou grada Yaolugou, okruga Jianchang u zapadnoj Provinciji Liaoning (sjeveroistočna Kina).
Raspon krila od malo manje od 25 centimetara čini N. crypticus manjim od svih pterosaura, izuzevši nekoliko tek izleglih jedinki. Taj primjerak još uvijek nije sasvim odrastao, ali Wang et al. (2008.) navode količinu srastanja kostiju i okoštavanja nožnih prstiju, trbušna rebra i prsnu kost kao znak da je u pitanju bila neodrasla jedinka, a ne tek izlegla. Darren Naish je na svom popularnom weblogu tvrdio da je, zbog činjenice da su pterosauri bili izraženi potrkušci, do srastanja kostiju i okoštavanja moglo doći veoma rano, te bi stoga Nemicolopterus mogao biti tek izlegla jedinka roda Sinopterus.
Nemicolopterus je bezub pterosaur. Wang et al. (2008.) zaključili su da je on primitivan prijelazni oblik između Pteranodontoidea i Dsungaripteroidea. Iako je Nemicolopterus sićušan, neki pripadnici tih grupa kasnije su se razvili u neke od najvećih letećih životinja na svijetu, a među njima i Quetzalcoatlus.
Nemicolopterus također pokazuje jasne prilagodbe nožnih prstiju i kandži hvatanju za grane. Većina pterosaura poznata je iz morskih slojeva, što znači da su vjerojatno lovili ribe iz mora i slijetali na plaže ili litice. Nemicolopterus je, s druge strane, jedan od nekolicine poznatih pterosaura koji su živjeli u unutrašnjosti kontinenta i vjerojatno lovili insekte i spavali u krošnjama drveća. Međutim, vrijedno je spomena da linija tapežarida iz tog vremena (kao što je Sinopterus, koji bi mogao biti sinoniman s Nemicolopterus) također pokazuje izražene prilagodbe penjanju.

## Vanjske poveznice
- Restauracija kostura paleoumjetnika Johna Conwaya  Arhivirana inačica izvorne stranice od 11. ožujka 2008. (Wayback Machine)
- Najmanji pterodaktil ikada bio je veličine vrapca